# حي الشاطئ الشرقي

حي الشاطئ الشرقي، جزء من حي الشاطئ ويتكون من ثلاثة أجزاء:
- حي الشاطئ الأول.
- حي الشاطئ الثالث.
- حي الشاطئ الخامس.

## أبرز معالمه
- الشاطئ مول.
- محطة كهرباء الشاطئ.
- حرس الحدود.
- هايبر ماركت لولو.
- فندق توايب ان.
- شاطئ القوارب.

## أبرز سكانه
يسكنه معظم أفراد الأسرة الملكية وبعض الامراء من الدول المجاورة أشهرهم أسرة الملك اليمني السابق الامام أحمد حميد الدين
واحفاد الملك المصري السابق الملك فاروق وبعض الامراء من دول أخرى، ويسكنه رجال الأعمال وغيرهم من الطبقة الممتازة.

## أبرز مدارسه
- مدارس نور الإسلام الأهلية
- مدارس البسام للبنين (ابتدائي - متوسط - ثانوي) بالحي الخامس
- مدارس النخبة العلمية للبنين (ابتدائي - متوسط - ثانوي)

## أبرز مساجده
- مسجد الصالح.
- مسجد عائشة.
- جامع مريم البناي.
- مسجد الوفاء.
- مسجد الفلاح.
- جامع نوره المعجل.
- مسجد الضحى.
- جامع عنايات.
- جامع يوسف الدوسري.